# 森千晶
森 千晶（もり ちあき、1988年12月20日 - ）は日本の元タレントである。千葉県出身。活動当時の所属事務所はスプラウト（旧：セント・フォーススプラウト部門）。

## 人物
- 身長164cm。血液型：O型。
- 趣味はサッカー観戦（Jリーグ）。
- 2007年3月、千葉県立千葉高等学校卒業。2008年4月、東京大学理科二類入学。工学部システム創成学科環境・エネルギーシステムコース卒業。
- 2008年「ミス&ミスター東大コンテスト2008」にエントリーする。11月16日、ミス東大候補として大学生向けポータルサイト「キャンパスシティ」による、映画『WALL・E/ウォーリー』独占試写会「大学ロボット大集合!」の司会を務める。
- 2008年11月24日「ミス&ミスター東大コンテスト2008」にて2008年度ミス東大になる。
- 2012年4月、東大の大学院に進学した事をブログで報告[1]。
- 2014年3月、東大の大学院を修了。同月31日付のブログで所属事務所を退社した上で一般企業への就職を報告[2]。事実上の芸能界引退を表明した。
- 2022年9月18日にTBSテレビで放送された番組「THEプラチナリスト」の「ミス東大グランプリ 歴代14年分を追跡」という企画で番組側が取材を申し込んだものの、経緯は不明だが取材NGだった[3]。

## 出演

### テレビ番組
- 熱血!平成教育学院（2009年、フジテレビ）
- クイズプレゼンバラエティー Qさま!!（2009年、テレビ朝日）
- 速報Jリーグアフターゲームショー（2009年、スカパー!）
- 芸能人最強脳No.1決定戦（2010年4月18日、テレビ朝日）
- スーパーJチャンネル 新東京見聞録 ミス東大と巡る本郷（2010年4月21日、テレビ朝日）
- 天才をつくる!ガリレオ脳研（2010年9月4日・9月25日、テレビ朝日）
- クイズ!ヘキサゴンII（2010年12月・2011年、フジテレビ）
- 一夜づけ（2013年 - 2014年、テレビ東京）

### ラジオ番組
- 菅下清廣のIRサプリ（2012年4月9日 - 準レギュラー=平均月1-2回程度、ラジオNIKKEI）
- 木下ちゃんねるANNEX〜カイロスの選択（2012年4月20日 - 9月28日、ラジオNIKKEI）